# Blungun
Blungun is een bestuurslaag in het regentschap Blora van de provincie Midden-Java, Indonesië. Blungun telt 3520 inwoners (volkstelling 2010).